# José Castelaro y Perea
José Castelaro y Perea   (Madrid, 1801 - Madrid, 6 d'abril de 1873) va ser un pintor i professor de dibuix espanyol. Va conrear els gèneres de pintura d'història, costumista i religiosa i va impartir classes a l'Escola de Belles Arts d'Oviedo i a les escoles de dibuix i d'art dependents de la Reial Acadèmia de Belles Arts de Sant Ferran, de la qual va ser acadèmic de mèrit des de 1831.

## Biografia
Va néixer a la vila de Madrid el 1801, fill de José Castelaro i María Perea. Des de la seva infància va gaudir d'una pensió d'estudis de la mà de la reina Maria Lluïsa de Parma, i després continuada pel seu fill, el rei Ferran VII. Això va permetre a Castelaro cursar estudis i es va orientar envers els estudis artístic, especialment la pintura. Va ser alumne de l'estudi de Vicent López, pintor de cambra del rei, a més d'assistir a les classes de l'escola dependent de la Reial Acadèmia de Belles Arts de Sant Ferran.
El 21 d'agost de 1831 va ser anomenat acadèmic de mèrit de la Reial Acadèmia de Sant Ferran, títol que va obtenir després de presentar com a prova la pintura a l'oli El Cid armat cavaller. El 1832 va guanyar l'oposició teòrica i pràctica de professor de dibuix a l'Escola de Belles Arts d'Oviedo, on va exercir fins a 1836 i hi va establir la classe de dibuix de l'antic adquirint models per copiar sufragats per ell mateix. Per la seva tasca, la Reial Societat Econòmica d'Astúries el va nomenar individu de número i mèrit de l'entitat. El 1836 torna a Madrid, on a proposta de l'Acadèmia de Sant Ferran és nomenat pel Govern membre de la comissió encarregada de recol·lectar les obres d'art d'esglésies i convents que havien estat desamortitzats a la província de Segòvia.
Paral·lelament va ser nomenat professor suplent de l'escola de dibuix de l'Acadèmia, situada al carrer de Fuencarral. El 1839 passa a ser professor ajudant, el 1846 tinent director i el 1855 catedràtic de la mateixa. El 1857 va ser confirmat com el professor més antic dels estudis elementals, i pocs mesos després professor de dibuix de figura de cos sencer als estudis elementals de l'Escola Superior de Belles Arts. També la Junta de Professors el va nomenar tresorer. Val a dir que el 1846, a causa d'una reforma dels estatuts de l'Acadèmia, va quedar com a acadèmic supernumerari fins a 1859, quan li va correspondre ocupar per antiguitat la segona plaça de la secció de pintura.
Al final de la seva carrera va patir una caiguda que li va provocar una fractura greu del braç dret i després va perdre completament la vista, que van obligar-lo a jubilar-se el 1865. Va morir el 6 d'abril de 1873.

## Obra
Va conrear la pintura d'història, costumista i religiosa. Va presentar treballs a les exposicions públiques de la Reial Acadèmia de Sant Ferran de 1837, 1842, 1843 i 1849. Manuel Ossorio destaca una obra presentada el 1842 anomenada Uns nois menjant fruita, i els retrats de Sanç III i Ferran IV de la Sèrie Cronològica dels Reis d'Espanya, els quals es conserven al Museu del Prado. El 1844 va guanyar amb el seu esbós el concurs públic de l'Ajuntament de Madrid organitzat per sufragar un quadre que perpetués la memòria del jurament de la constitució per part de la reina Isabel II quan va ser declarada major d'edat. Tanmateix, la manca de recursos del consistori, va fer que finalment el quadre definitiu no s'executés, tot i que l'esbós es conserva al Museu d'Història de Madrid.
Altres obres que es citen són una Immaculada Concepció per a l'oratori del marquès d'Águila-Fuente, un Sant Miquel de grans dimensions per a Francisco Goicorretea, una al·legoria religiosa presentada a una exposició de belles arts que va ser adquirit per Isabel II, així com diversos quadres per a l'oratori particular de les infantes Amàlia i Cristina, catorze quadres del Via Crucis per a una església del País Basc, i altres assumptes místics per a temples i oratoris, entre molts altres.